# 大河內秀綱
大河內秀綱（1546年－1618年10月31日）是日本戰國時代至安土桃山時代的武將。寺津城城主（根據『額田郡志』和『三河國二葉松』記載是額田郡（大平村大河內鄉、洞村），所以可能大河內氏支流已經向宗家送入養子）。父親是大河內信貞。通稱孫太郎、金兵衛。

## 經歷
在天文15年（1546年）出生。最初仕於吉良義昭，在三河一向一揆中，於東條城的戰鬥（永祿7年（1564年）2月28日）等戰事中立下戰功（『神武創業錄』）。在義昭沒落後，仕於德川家康（亦有說法指是被捲入吉良家中的爭執，於是成為伊奈忠次的配下，此後仕於家康），負責三河、遠江的租税事務，領有遠江稗原（現今靜岡縣磐田市）。跟隨家康移封至關東地方，領有武藏國高麗郡7百餘石，以代官身份活躍（在埼玉縣大里郡寄居町大字鉢形有「大河內金兵衛陣屋」的痕跡，不過實際結構已經被消除）。晩年剃髪並以休心為法號。
在元和4年（1618年）9月13日死去。享年73歲。法名是金剛院殿雄岳宗英大居士。墓所在愛知縣西尾市寺津町的金剛院和埼玉縣新座市的平林寺。